# Kirche von Puolanka

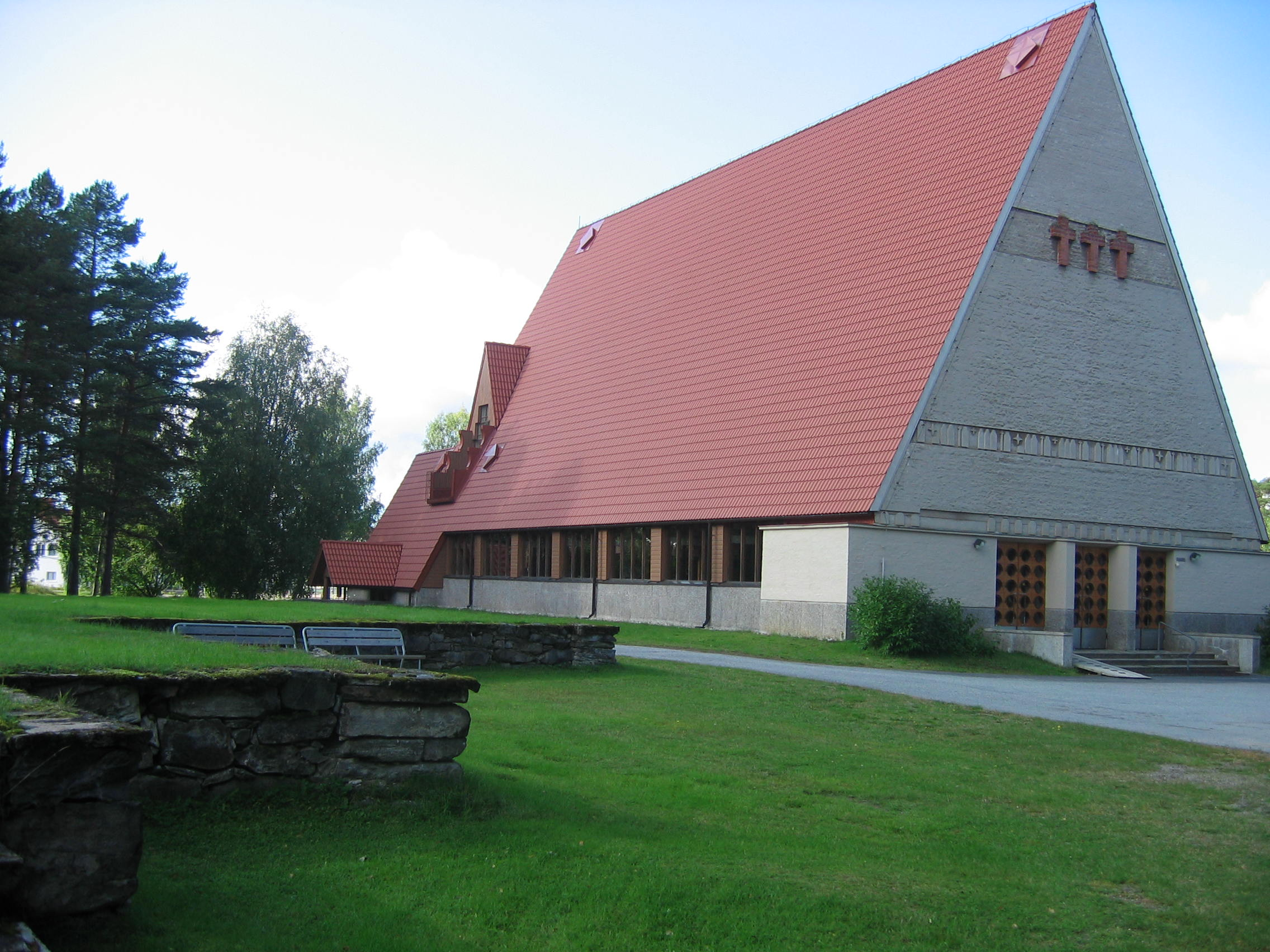
Die Kirche von Puolanka

Die Kirche von Puolanka ist die evangelisch-lutherische Kirche der Gemeinde Puolanka in der nordostfinnischen Landschaft Kainuu.

## Geschichte
Der erste Kirchenbau in Puolanka entstand 1792, nachdem der Ort zu einer Kapellengemeinde erhoben worden war. Es handelte sich um eine hölzerne Kreuzkirche im Stil des Klassizismus nach Plänen von Jakob Rijf. 1949 brannte die alte Kirche nach einem Blitzeinschlag ab.

## Baubeschreibung
Die Kirche von Puolanka wurde von Olavi Sortta entworfen und 1954 fertiggestellt. Als Baumaterial dienten Holz und Backstein. Der turmlose Bau hat einen rechteckigen Grundriss mit einer Grundfläche von 403 m². Etwas abseits befindet sich ein freistehender Glockenstapel. Das steile Satteldach reicht fast bis zum Boden herab. Somit greift die Architektur der Kirche auf die Formensprache der mittelalterlichen finnischen Steinkirchen zurück. Der dreischiffige Kirchensaal bietet Platz für 450 Menschen. Die Altartafel wurde 1982 vom Künstler Paavo Tolonen geschaffen.